# Snétberger Ferenc
Snétberger Ferenc (Salgótarján, 1957. február 6. –) Kossuth-díjas és Liszt Ferenc-díjas szintó származású magyar gitárművész.

## Életútja
Zenészcsalád tagjaként született. Már gyermekkorában édesapja volt a példaképe, aki szintén gitározott. Snétberger klasszikus zenét és jazzgitárt tanult. Ma főként improvizációs művészetének és műfajokat átlépő játékának köszönhetően ismert. Repertoárját hazájának roma hagyományai, a brazil zene és a flamenco éppúgy inspirálja, mint a klasszikus gitár és a jazz. Számos szólóalbuma jelent meg, és több albumon működik közre partnerként.
1987-ben Dés Lászlóval és Horváth Kornéllal megalakította a Trio Stendhal együttest, mellyel országosan is ismertté vált. A különleges összetételű, kamarazenét játszó zenekar rendkívüli népszerűségre tett szert, lemezeiket az egész világon terjesztették. Koncertkörutakat tettek Ausztriában, Olaszországban és Spanyolországban, felléptek Európa számos országában és Indiában. 1988 óta Berlinben él.
Végigkoncertezte Európát, fellépett Japánban, Koreában, Indiában és az USA-ban.
1995-ben, a holokauszt 50. évfordulójára komponálta „In Memory of my People” (Népem emlékére) című, gitárra és nagyzenekarra írt művét, melyet népének ajánlott. A darab, melyet a hagyományos roma dallamok ihlettek, erőteljes véleménynyilvánítás az emberi szenvedés ellen. Kamarazenekari kísérettel maga a komponista mutatta be Magyarországon, Olaszországban és Németországban, valamint 2007-ben, a Nemzetközi Holokauszt-emléknap alkalmából, az Egyesült Nemzetek New York-i székházában.
Szólistaként előadta Luciano Berio „Sequenza XI” (szólógitárra) című szerzeményét, zenekarral pedig Vivaldi, Rodrigo és John McLaughlin műveit interpretálta.

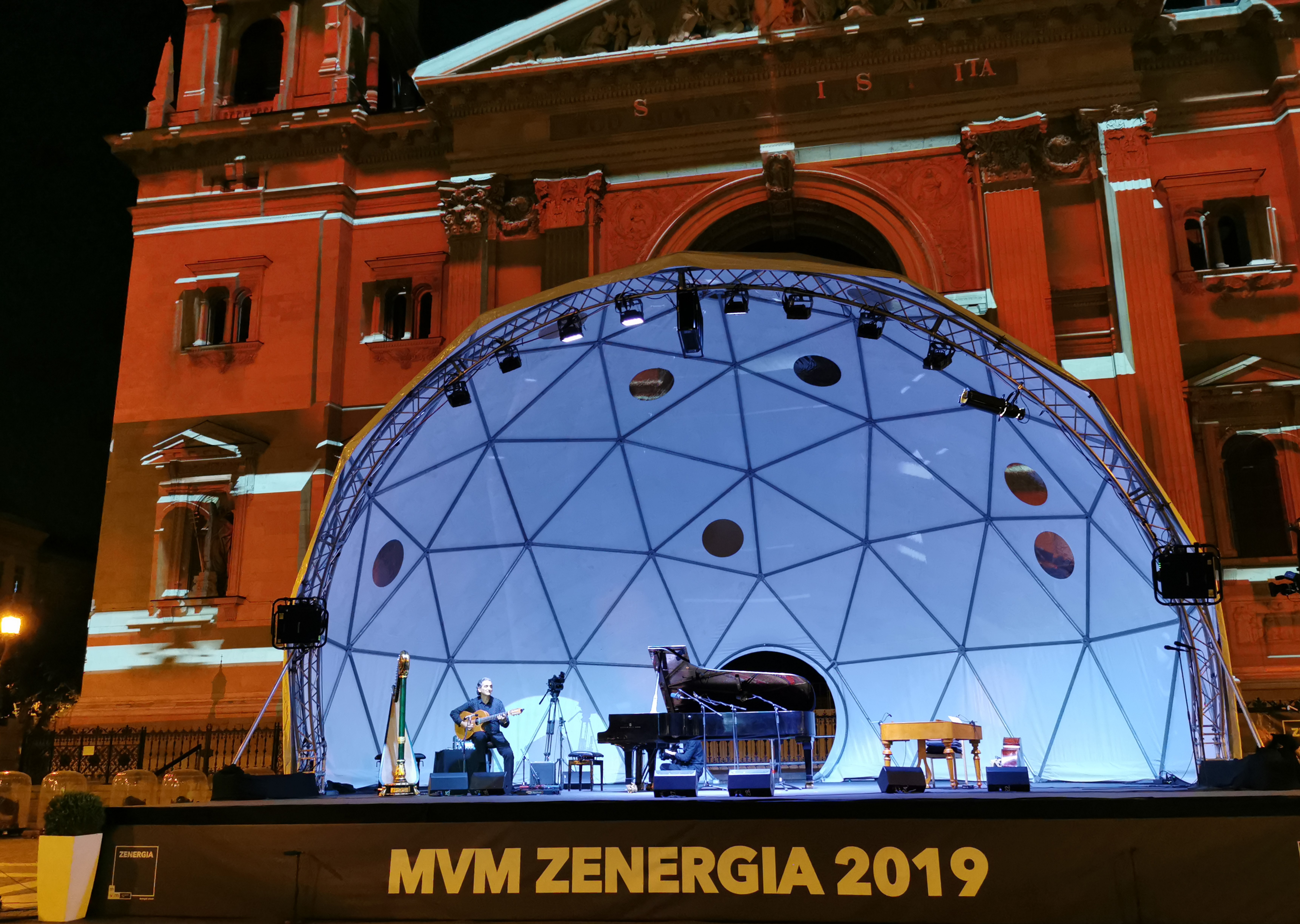
Snétberger Ferenc – Improvizációk

Snétberger írt kísérőzenét filmhez és színdarabhoz.
Snétberger Ferencet 2002-ben szülővárosa díszpolgárává avatták, két évvel később pedig a Magyar Köztársaság Érdemrendjével tüntették ki. 2005-ben Budapesten Liszt Ferenc-díjat kapott.
Többek között David Friedman, Dhafer Youssef, James Moody, Trilok Gurtu, Pandit Hariprasad Chaurasia és Bobby McFerrin partnereként is színpadra lépett.
2004-ben Snétberger új triót alapított a legendás norvég bőgőssel, Arild Andersennel, és a Norvégiában élő olasz származású, dobokon és ütőhangszereken játszó művésszel, Paolo Vinaccia-val. A három zenész természetes könnyedséggel kombinálja a legkiválóbb válogatott műveket, a technikai tudást, az improvizációs energiát és a zenei fantáziát. "Nomad" című albumuk 2005 őszén jelent meg, és lelkes fogadtatásra talált mind a közönség, mind a sajtó körében.
Ugyanebben az évben lépett fel először Bobby McFerrinnel a Veszprémi ünnepi játékokon. A koncert megtekinthető Snétberger DVD-jén (Snétberger live Veszprémben, szóló, duett Bobby McFerrinnel és a NOMAD trió).
2007 nyarán Snétberger Ferencet Bobby McFerrin közös németországi és spanyolországi koncertsorozatra hívta. 
Harmonikus közös munkájuk Markus Stockhausennel 1999-ben kezdődött, amikor a „Landscapes” című szerzeményt vették fel Snétberger „For My People” CD-jére. A gitárra és trombitára írt három darabban a két zenész azonnal megtalálja a közös nyelvet, és elképesztő bizonyítékát nyújtják közös tudásuknak. „Könnyedén, de mégis melankóliával telve érkeznek – és azt az érzést keltik, hogy e két zenész találkozása szükségszerű volt, hogy ezt a zenét életre kelthessék. Miután az ember hallotta őket játszani, csak azt kívánhatja, hogy folytassák a közös zenélést” – írta Ralf von der Kellen az Intro című szaklapban az együttműködésről. Nyolc év után, mely idő alatt Snétberger Ferenc és Markus Stockhausen művészi munkája újabb és újabb ihletet adott egymásnak, a „Streams” című duó-album végre elsőként ad lehetőséget arra, hogy szem- és fültanúi legyünk kettejük zenei fejlődésének.
2006-ban merült fel benne a gondolat, hogy Magyarországon saját zenei iskolát hoz létre. Akkori menedzsere, illetve néhány szakértő felkarolta az ötletet és kidolgozták a Camp Europe – Európai Roma Zenei Szakkollégium létrehozásának tervét. A szakmai program a zenei oktatás és tehetséggondozás mellett nagy hangsúlyt fektetett a szocializációs folyamatok támogatására, a szociális és tanulmányi felzárkóztatásra, melyben mentorhálózat segíti a fiatalokat családjaikkal együtt. A projekttervet az EGT/Norvég Finanszírozási Mechanizmus, a Magyar Kormány és Veszprém MJV Önkormányzata támogatásával sikerült megvalósítani, így létrejött Felsőörsön az egyedülálló oktatási központ, mely 2011 nyarától a Snétberger Zenei Tehetség Központ nevet viseli.

## Lemezei

### Trio Stendhal-albumok
- 1991: Earthsound
- 1992: Something Happened""
- 1992: Zörr" (LGT-vel és az Amadinda zenekarral közös album)
- 2003: Live

### Önálló albumok
- 1991: Samboa
- 1995: Signature (Ferenc Snétberger Trio, Snétberger Ferenc with David Friedman)
- 1996: The Budapest Concert
- 1998: Obsession
- 2003: Duó – Concert (Dés Lászlóval)
- 2005: Nomad
- 2007: Streams (Markus Stockhausennel)
- 2016: In Concert
- 2017: Titok
- 2021: Hallgató (Keller Quartettel)

### Vendégelőadóként
- 2006: Gypsy colours ( Tony Lakatos with Snétberger Ferenc)
- 2006: Samba do mar (Dusko Goykovich with Snétberger Ferenc, Martin Gjakonovski, Jarrod Cagwin)
- 2006: Samba Tzigane (Dusko Goykovich with Snétberger Ferenc, Márcio Tubino, Céline Rudolph, Martin Gjakonovski, Jarrod Cagwin)

## Családja
Nős, felesége Angela. Egy fia van, Toni Snétberger (1983) aki német nyelvterületen ismert sorozat- és filmszínész, valamint dobosként is tevékenykedik.

## Díjak
- Salgótarján díszpolgára (2002)
- A Magyar Köztársasági Érdemrend lovagkeresztje (2004) – 2016-ban visszaadta.
- Liszt Ferenc-díj (2005)
- Budapest díszpolgára (2010)
- A Magyar Érdemrend középkeresztje (2012)
- Prima díj (2013)
- Kossuth-díj (2014)
- MOB Fair Play-díj – művészet kategória (2014)
- Hazám-díj (2015)[4][5]
- A Német Szövetségi Köztársaság Érdemkeresztje (2021)[6]